# Li Shifeng
Li Shifeng (en chino: 李诗沣; Nanchang, 9 de enero de 2000) es un deportista chino que compite en bádminton. En los Juegos Asiáticos de 2022 consiguió dos medallas de oro, en la pruebas individual y de equipo.

## Palmarés internacional
| Juegos Asiáticos | Juegos Asiáticos | Juegos Asiáticos | Juegos Asiáticos |
| Año              | Lugar            | Medalla          | Prueba           |
| ---------------- | ---------------- | ---------------- | ---------------- |
| 2022             | Hangzhou (China) | Medalla de oro   | Individual       |
| 2022             | Hangzhou (China) | Medalla de oro   | Equipo           |